# Leitrim (County Leitrim)
Leitrim (Iers:Liatroim) is een klein dorp in het gelijknamige graafschap in het midden van Ierland. Het dorp, waarnaar het graafschap is vernoemd, ligt aan de Shannon en is via de Shannon-Erne Waterway verbonden met de Erne.

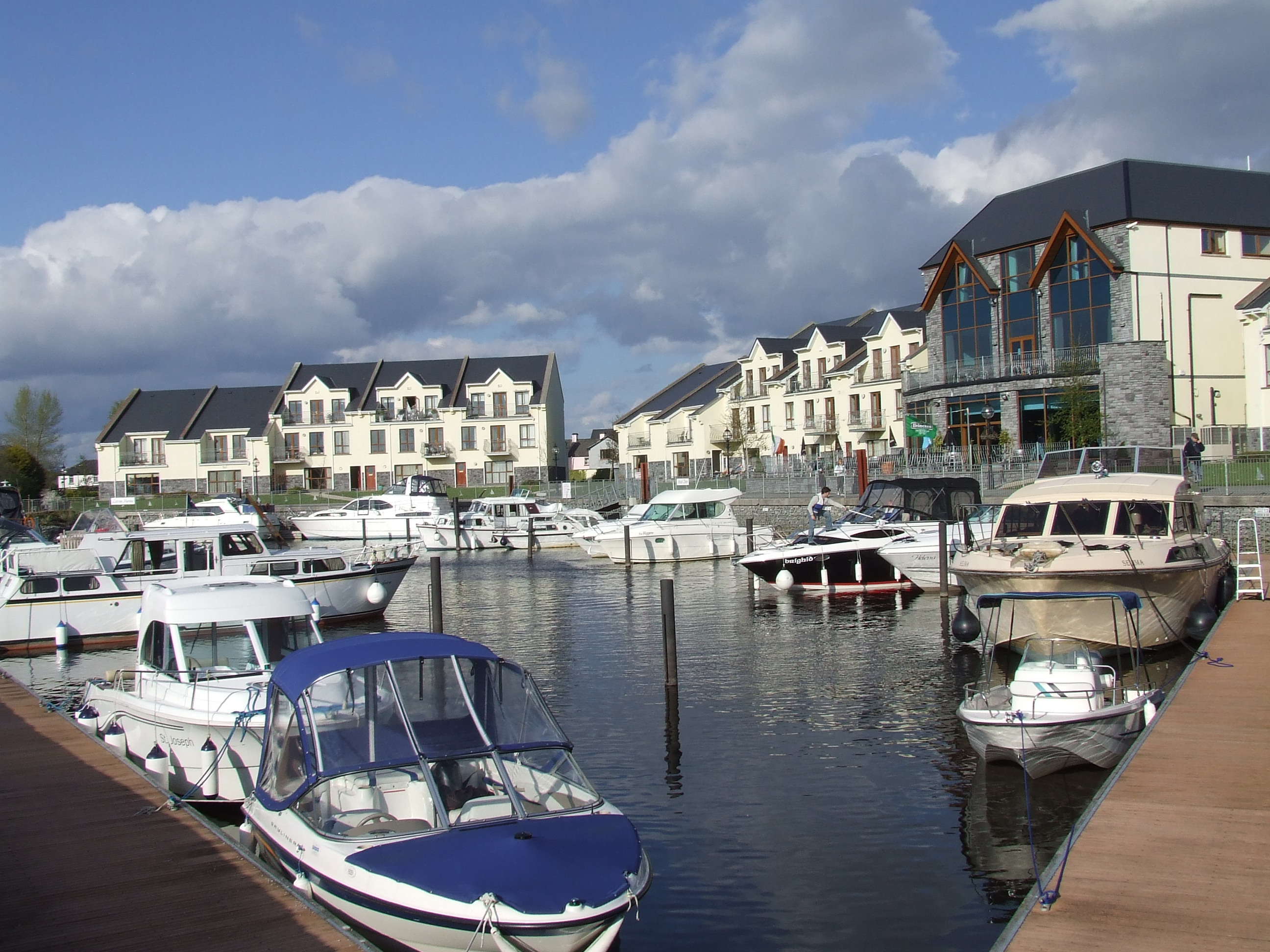
Leitrim marina

 De ligging maakt het dorp een populaire plaats voor boottoerisme. 